# Kliještari
Kliještari (Chelicerata) su potkoljeno (ili natkoljeno) u koljenu člankonožaca koji se od drugih razlikuju specifično oblikovanim ekstremitetima drugog segmenta glave. Ovi ekstremiteti, nazvani kliješta (lat. Chelicera) prvi su tjelesni ekstremiteti, a nemaju ticala kao rakovi i uzdušnjaci.

## Obilježja
Kliještari su toliko oblicima različiti člankonošci, da je vrlo teško naći neka obilježja koja bi bila zajednička svima. Najvažnije zajedničko obilježje su već spomenuta kliješta. Kako su im segmenti glave međusobno srašteni, bilo je teško utvrditi s kojim segmentom su povezani. Povezanost s drugim segmentom dokazana je pomoću praćenja živčanog sustava. Drugi par ekstremiteta prakliještari koriste kao noge, dok kod svih drugih taj par kao pedipalpe ima drugačiju ulogu. Sljedeća četiri para ekstremiteta kod svih grupa građena su prije svega za kretanje.
Tijelo kliještara kod većine je podijeljeno na dva dijela, prednji (prozoma) i stražnji dio (opistozoma). Svi navedeni ekstremiteti nalaze se na prednjem dijelu, dok su ekstremiteti na stražnjem dijelu potpuno preoblikovani i imaju sasvim drugačije funkcije (spolni organi, žlijezde za predenje, dišni organi). U tom, stražnjem dijelu tijela smješteni su probavni organi, unutrašnji spolni organi i mješinasto srce.
Izvorno, ova skupina imala je kompleksne oči. Danas ih imaju samo još prakliještari.Druge skupine imaju još samo najviše 5 pari pojedinačnih očiju.

## Razmnožavanje i razvoj
I tu postoje vrlo različite varijacije. Većina vrsta su kopnene životinje i kod njih je vrlo česta unutrašnja oplodnja strukturama nalik na penis (kao kod paukova kod kojih muški i ženski spolni organi odgovaraju jedno drugom na principu "ključ-ključanica"). Mužjaci drugih skupina, kao štipavci i većina grinja, odlažu paketiće sperme (spermatofora) koje zatim ženke preuzimaju.

## Sistematika
Srodnički odnosi unutar kliještara su još u velikoj mjeri nerazjašnjeni i predmet su kontroverznih rasprava. Ovo se odnosi prije svega na krakače koji su morfološki snažno različiti od većine drugih kliještara. No neke njihove osobine sugeriraju pretpostavku da oni možda predstavljaju najranije člankonošce od kojih su se kasnije razvile druge poznate skupine kliještara.
- Razred: Arachnida Cuvier, 1812
- Razred: Merostomata
- Razred: Pycnogonida - morski pauci
- Razred: Merostomoidea Stormer, 1944 †[4]

## Vanjske poveznice
|  | Zajednički poslužitelj ima još gradiva o temi Kliještari |
|  | Wikivrste imaju podatke o taksonu Kliještarima           |